# 詩麗吉王后國家會議中心站
詩麗吉皇后國家會議中心站位於泰國首都曼谷孔提縣之叻猜拉披色路，毗鄰拍喃四路，站碼為 SRI。

## 车站构造
| G  | 地面               | 巴士站、詩麗吉王后國家會議中心、泰國證券交易所、Benjakitti公園 |
| B1 | 地下行人道         | 1-4號出口                                                      |
| B2 | 大堂               | 售票機                                                         |
| B3 | 1號月台            | MRT 往曼瓦（孔提）                                             |
| B3 | 島式月台，右側開門 |                                                                |
| B3 | 2號出口            | MRT 往島本（素坤逸）                                           |

## 鄰近地點
- 出口 1：
  - 拍喃四路與(Soi Phai Singto)的交界處
- 出口 2：
  - 泰國證券交易所 (Stock Exchange of Thailand)
  - 孔提學校 (Khlong Toey School)
- 出口 3：
  - 詩麗吉皇后會議中心 (Queen Sirikit National Convention Centre)
- 出口 4：
  - (Soi Phai Singto)
  - 素坤逸十六街

## 公共汽車
- 公共汽車：136、185 及 552

## 外部連結
- 曼谷地鐵公司的官方網站
- 曼谷集體運輸系統(架空電車)的官方網站